# Calathusa uniformis
Calathusa uniformis är en fjärilsart som beskrevs av Holloway 1979. Calathusa uniformis ingår i släktet Calathusa och familjen trågspinnare. Inga underarter finns listade i Catalogue of Life.